# 白石町
白石町（日语：／ Shiroishi chō */?）是位於日本佐賀縣中南部的一個城鎮。

## 人口
| 白石町人口分布圖 |                                               |  |
| 白石町與日本全國年齡別人口分布比較圖 （2005年資料） | 白石町的年齡、男女別人口分布圖 （2005年資料） |  |
| ■紫色是白石町 ■綠色是全国 | ■藍色是男性 ■紅色是女性                       |  |
| 白石町人口變化 \| 1970年 \| 34,694人 \| \| \| 1975年 \| 31,974人 \| \| \| 1980年 \| 31,790人 \| \| \| 1985年 \| 31,464人 \| \| \| 1990年 \| 30,539人 \| \| \| 1995年 \| 29,510人 \| \| \| 2000年 \| 28,393人 \| \| \| 2005年 \| 27,057人 \| \| \| 2010年 \| 25,607人 \| \| \| 2015年 \| 23,941人 \| \| \| 2020年 \| 22,051人 \| \| |                                               |  |
| 資料來源：日本總務省統計中心提供之人口普查數據 |                                               |  |
| 1970年 | 34,694人                                      |  |
| 1975年 | 31,974人                                      |  |
| 1980年 | 31,790人                                      |  |
| 1985年 | 31,464人                                      |  |
| 1990年 | 30,539人                                      |  |
| 1995年 | 29,510人                                      |  |
| 2000年 | 28,393人                                      |  |
| 2005年 | 27,057人                                      |  |
| 2010年 | 25,607人                                      |  |
| 2015年 | 23,941人                                      |  |
| 2020年 | 22,051人                                      |  |

## 歷史

### 年表
- 1889年4月1日：實施町村制，現在的轄區在當時分屬：杵島郡福治村、六角村、須古村、橋下村、北有明村、福富村、錦江村、龍王村、南有明村。
- 1936年4月1日 福治村改制並改名為白石町。
- 1955年4月1日 錦江村和龍王村合併為有明村。
- 1955年7月20日 六角村和須古村被併入白石町。
- 1955年9月30日 南有明村被併入有明村。
- 1956年4月1日 橋下村被廢除，轄區分別被併入白石町與北方町（現已合併為武雄市）。
- 1956年7月1日 北有明村被併入白石町。
- 1962年10月1日 有明村改制為有明町。
- 1967年4月1日 福富村改制為福富町。
- 2005年1月1日 白石町、福富町、有明町合併為新設置的白石町。[1]

### 變遷表
| 1889年以前              | 1889年4月1日 | 1889年 - 1944年                 | 1945年 - 1959年                 | 1945年 - 1959年         | 1960年 - 1989年         | 1989年 - 現在           | 現在                    |                     |
| ----------------------- | ------------ | ------------------------------- | ------------------------------- | ----------------------- | ----------------------- | ----------------------- | ----------------------- | ------------------- |
|                         | 橋下村       | 橋下村                          | 橋下村                          | 1956年4月1日 併入北方町 | 1956年4月1日 併入北方町 | 1956年4月1日 併入北方町 | 2006年3月1日 武雄市     | 2006年3月1日 武雄市 |
| 1956年4月1日 併入白石町 | 橋下村       | 橋下村                          | 橋下村                          | 白石町                  | 2005年1月1日 白石町     | 2005年1月1日 白石町     |                         |                     |
|                         | 福治村       | 1936年4月1日 改制並改名為白石町 | 1936年4月1日 改制並改名為白石町 | 白石町                  | 2005年1月1日 白石町     | 2005年1月1日 白石町     | 1955年7月20日 白石町    |                     |
|                         | 須古村       |                                 |                                 | 白石町                  | 2005年1月1日 白石町     | 2005年1月1日 白石町     | 1955年7月20日 白石町    |                     |
|                         | 六角村       |                                 |                                 | 白石町                  | 2005年1月1日 白石町     | 2005年1月1日 白石町     | 1955年7月20日 白石町    |                     |
|                         | 北有明村     | 北有明村                        | 北有明村                        | 白石町                  | 2005年1月1日 白石町     | 2005年1月1日 白石町     | 1956年7月1日 併入白石町 |                     |
|                         | 南有明村     | 南有明村                        | 南有明村                        | 1955年9月30日 有明村    | 2005年1月1日 白石町     | 2005年1月1日 白石町     | 1962年10月1日 有明町    |                     |
|                         | 錦江村       | 錦江村                          | 1955年4月1日 有明村             | 1955年9月30日 有明村    | 2005年1月1日 白石町     | 2005年1月1日 白石町     | 1962年10月1日 有明町    |                     |
|                         | 龍王村       |                                 | 1955年4月1日 有明村             | 1955年9月30日 有明村    | 2005年1月1日 白石町     | 2005年1月1日 白石町     | 1962年10月1日 有明町    |                     |
|                         | 福富村       | 福富村                          | 福富村                          | 福富村                  | 2005年1月1日 白石町     | 2005年1月1日 白石町     | 1967年4月1日 福富町     |                     |

## 交通

### 鐵路
- 九州旅客鐵道
  - 長崎本線：肥前白石車站、肥前龍王車站

|  |

## 教育
高等學校
- 佐賀縣立白石高等學校
- 佐賀縣立佐賀農業高等學校

## 本地出身之名人
- 大串博志：日本眾議院議員
- 織田萬：國際常設法院 第一位日本人法官
- 香月熊雄：前佐賀縣知事
- 山口良忠：前東京地方裁判所法官
- 白濱僚祐：籃球運動員

## 外部連結
- （日語） 白石町商工會 （页面存档备份，存于）